# Гурду-Лесер GL-22/23
Гурду-Лесер GL-22/23 (фр. Gourdou-Leseurre GL-22/23) је француски ловачки авион. Први лет авиона је извршен 1923. године. 

Кориштени су за разне намене, често обуку пилота. Неки примерци су модификовани и кориштени као спортски авиони за цивилне сврхе.
Највећа брзина у хоризонталном лету је износила 247 km/h. Размах крила је био 9,40 метара а дужина 6,43 метара. Маса празног авиона је износила 590 килограма а нормална полетна маса 880 килограма.

## Наоружање
| Наоружање авиона: Гурду-Лесер  |            |
| Ватрено (стрељачко) наоружање  |            |
| Топ                            |            |
| Митраљез                       |            |
| Број и ознака митраљеза        | 1-2 Викерс |
| Калибар                        | 7,7        |
| Бомбардерско наоружање (бомбе) |            |
| Ракетно наоружање (ракете)     |            |